# 생생투데이 사람과 세상
《생생투데이 사람과 세상》은 KBS 부산 1TV, KBS 창원 1TV에서 매주 평일 오후 5시 40분에 방송 중인 부산 지역 저녁 교양 정보 프로그램이다.

## 프로그램 소개
지역 사회 문화와 다양한 삶의 현장을 소개하는 부산 지역 저녁 교양 정보

## 방송 시간
| 방송 채널                              | 방송 기간                        | 방송 시간                          | 방송 분량 |
| -------------------------------------- | -------------------------------- | ---------------------------------- | --------- |
| KBS 부산 1TV KBS 창원 1TV KBS 울산 1TV | 2003년 7월 1일 ~ 2007년 4월 27일 | 매주 평일 오후 5시 45분 ~ 오후 6시 | 15분      |
| KBS 부산 1TV KBS 창원 1TV KBS 울산 1TV | 2007년 4월 30일 ~ 현재           | 매주 평일 오후 5시 40분 ~ 오후 6시 | 20분      |

## MC
- 현재 MC는 2023년 10월 31일을 기준으로 한다.

| 대수 | 진행자 | 진행자 | 진행 기간                          | 비고        |
| 대수 | 남성   | 여성   | 진행 기간                          | 비고        |
| ---- | ------ | ------ | ---------------------------------- | ----------- |
| 1대  | 차재환 | 우시흥 | 2013년 4월 9일 ~ 2014년 5월 15일   |             |
| 2대  | 김선근 | 우시흥 | 2014년 6월 11일 ~ 2015년 5월 29일  |             |
| 3대  | 심인보 | 우시흥 | 2015년 6월 1일 ~ 2015년 9월 4일    |             |
| 4대  | 차재환 | 신유진 | 2015년 9월 7일 ~ 2016년 5월 9일    |             |
| 5대  | 최현호 | 신유진 | 2016년 5월 12일 ~ 2017년 3월 24일  |             |
| 6대  | 최현호 | 이지인 | 2017년 3월 27일 ~ 2017년 9월 1일   |             |
| 7대  | 최현호 | 신유진 | 2018년 2월 15일 ~ 2018년 4월 5일   |             |
| 8대  | 최현호 | 장예진 | 2018년 4월 6일 ~ 2019년 6월 7일    |             |
| 9대  | 최현호 | 곽동휘 | 2019년 6월 10일 ~ 2021년 5월 4일   |             |
| 10대 | 최현호 | 이은솔 | 2021년 5월 6일 ~ 2021년 8월 25일   |             |
| 11대 | 최현호 | 김민정 | 2021년 8월 26일 ~ 2023년 10월 30일 |             |
| 12대 | 최현호 | 이예원 | 2023년 10월 31일 ~ 2024년 9월 30일 | [ 2 ] [ 3 ] |
| 13대 | 최현호 | 이지은 | 2024년 10월 2일 ~ 현재             |             |

## 리포터
- 김세영 KBS 창원 리포터
- 이하영 KBS 부산 리포터
- 장지현 KBS 창원 리포터
- 신수진 KBS 창원 리포터
- 윤정은 KBS 부산 리포터
- 김슬아 KBS 부산 리포터
- 김미주 KBS 부산 리포터
- 강민지 KBS 부산 리포터
- 김소유 KBS 창원 리포터
- 정재희 KBS 부산 아나운서
- 이지수 KBS 창원 리포터

## 결방
- 2017년 9월 4일 ~ 2018년 2월 14일: 2017년 공영방송 총파업 관계로 결방

## 경쟁 프로그램
- 생방송 부라보 (부산MBC TV)
- 생방송 경남아 사랑해 (MBC 경남 TV)
- 울트라 (울산MBC TV)
- 굿모닝 투데이 (KNN TV)
- 생방송 0!52 (ubc TV)